# Cicurina iviei
Cicurina iviei là một loài nhện trong họ Dictynidae.
Loài này thuộc chi Cicurina. Cicurina iviei được Willis J. Gertsch miêu tả năm 1971.